# Julian Leow Beng Kim
Julian Leow Beng Kim (chiń. 廖炳堅; pinyin Liào Bǐngjiān; ur. 3 stycznia 1964 w Seremban) – malezyjski duchowny katolicki chińskiego pochodzenia, arcybiskup Kuala Lumpur od 2014.

## Życiorys
Święcenia kapłańskie otrzymał 20 kwietnia 2002 i został inkardynowany do archidiecezji Kuala Lumpur. Przez kilka lat pracował duszpastersko w rodzinnym mieście i w Kajang. W latach 2007–2010 studiował w Rzymie, a po powrocie do kraju objął funkcję wychowawcy seminarium w Penang.
3 lipca 2014 papież Franciszek mianował go arcybiskupem metropolitą Kuala Lumpur. Sakry udzielił mu 6 października 2014 arcybiskup metropolita Kuching – John Ha Tiong Hock.